# Накамура, Тэруо
Тэруо Накамура (яп. 中村輝夫 Накамура Тэруо, 8 октября 1919 — 15 июня 1979) — японский участник Второй мировой войны, не признавший капитуляции Японии в сентябре 1945 года и продолжавший «свою войну» до 1974 года в Индонезии. Хронологически — последний найденный и подтвержденный занрю.

## Биография
Накамура принадлежал к тайваньским аборигенам народности ами и не говорил на японском языке, по крайней мере, к моменту своего пленения в 1974 году. Его настоящее имя неизвестно, различные японские источники приписывали ему имя Аттун Парарин (англ. Attun Palalin) или Синиюву (англ. Shiniyuwu). По возвращении на Тайвань в 1975 году Накамуре было присвоено китайское имя Ли Гуанхой, которое использовалось в местной прессе; сам он по-китайски не говорил.
Рядовой Тэруо Накамура был призван в японскую армию в 1943 году и проходил военную службу в Индонезии на острове Моротай. После окончательной победы войск США в Индонезии в январе 1945 года радиосвязь между Токио и Моротаем была потеряна. Накамуре, который проходил службу в одном из подразделений японских коммандос, удалось избежать захвата в плен. Он бежал в джунгли, где построил себе хижину. Выращивал картофель и ел бананы с деревьев. В сентябре 1974 года четыре индонезийских летчика обнаружили его укрытие. Но потребовалось два месяца на дипломатические переговоры с японским посольством в Джакарте, чтобы разработать план по спасению человека, который провёл более двадцати лет в полной изоляции, не зная, что Вторая мировая война закончилась, и который был убеждён, что будет убит, если его обнаружат. Когда Накамура вышел из своей маленькой хижины утром 18 декабря 1974 года, его окружили индонезийские солдаты. Они выманили голого Накамуру из укрытия пением японского национального гимна и размахивая флагом имперской Японии. Тэруо передал солдатам ухоженную винтовку и последние пять патронов. «Мой командир приказал мне сражаться до самого конца», — пояснил им Накамура.
Ему было 55 лет, когда его схватили. При осмотре врачами в Джакарте не было обнаружено каких-либо серьёзных проблем со здоровьем, кроме заболевания малярией. Уроженец Тайваня Тэруо Накамура прославился своей храбростью, выносливостью и способностью преодолевать трудности, но больше всего он хотел вернуться домой к своей жене. Однако она не дождалась его и вышла замуж повторно. 
Когда Накамуре сообщили, что Тайвань уже не является ни японским, ни китайским, а существует как суверенная держава, он ответил: «Я достаточно долго был японцем. Неважно, что Тайвань теперь — другое государство». Поначалу правительство Китайской республики не очень хорошо его приняло, считая японским сторонником. При этом в то время отношение японской общественности к Накамуре и его репатриации значительно отличалось от отношения к более ранним отказникам, таким как младший лейтенант Хиро Онода, которого обнаружили всего несколькими месяцами ранее и который был офицером и этническим японцем. Будучи рядовым в колониальном подразделении на иностранной территории, Накамура не имел права на пенсию (из-за изменений в законе о пенсиях, вступивших в силу в 1953 году), поэтому он получал только 68 000 иен. После широкого резонанса в прессе правительство сделало исключение для Накамуры и предложило ему в общей сложности 3,5 миллиона иен в дополнение к 750 000 иен в качестве пожертвований от граждан Японии. Так же ему назначили военную пенсию в эквиваленте 227 американских долларов в месяц (ок. 1100 долларов в ценах 2014 г.).
Тэруо Накамура решил вернуться на Тайвань, где скончался от рака лёгкого спустя пять лет в 1979 году. 
Обнаружение Тэруо Накамуры стало последним подтвержденным случаем обнаружения и репатриации солдата японской армии, продолживших сопротивление после 1945 года. 